# Tunxi
Tunxi (en chino, 屯溪; pinyin, Túnxī) es un distrito urbano bajo la administración directa de la Prefectura Huangshan en la Provincia de Anhui, República Popular China.  Su área es de 191 km² y su población total para 2018 superó los 240 mil habitantes. 

## Administración
Desde julio de 2023, el  Distrito Tunxi se divide en 9 pueblos que se administran en 4 subdistritos y 5   poblados.